# Sierra de la Pandera
La Sierra de la Pandera est une route d'accès à La Pandera, un sommet des cordillères Bétiques en Espagne. Elle est empruntée par le Tour d'Espagne cycliste.

## Le palmarès sur le Tour d'Espagne
| Année | Vainqueurs         |
| ----- | ------------------ |
| 2002  | Roberto Heras      |
| 2003  | Alejandro Valverde |
| 2006  | Andrey Kashechkin  |
| 2009  | Damiano Cunego     |
| 2017  | Rafal Majka        |
| 2022  | Richard Carapaz    |